# بد هت هری پروداکشنز
بَد هَـت هَـری پروداکشنز (انگلیسی: Bad Hat Harry Productions) نام یک شرکت فیلم‌سازی آمریکایی است که در سال ۱۹۹۴ میلادی توسط کارگردان آمریکایی برایان سینگر بنا نهاده شد.
برخی از تولیدات این شرکت عبارتند از: مظنونین همیشگی، شاگرد توانا، مردان ایکس، ایکس ۲، بازگشت سوپرمن، والکیری، مردان ایکس: کلاس اول، جک غول‌کش، مردان ایکس: روزهای گذشته آینده، مردان ایکس: آپوکالیپس، دکتر هاوس و لژیون